# Scotts Bluff County
Scotts Bluff County is een county in de Amerikaanse staat Nebraska.
De county heeft een landoppervlakte van 1.915 km² en telt 36.951 inwoners (volkstelling 2000). De hoofdplaats is Gering.

## Geschiedenis

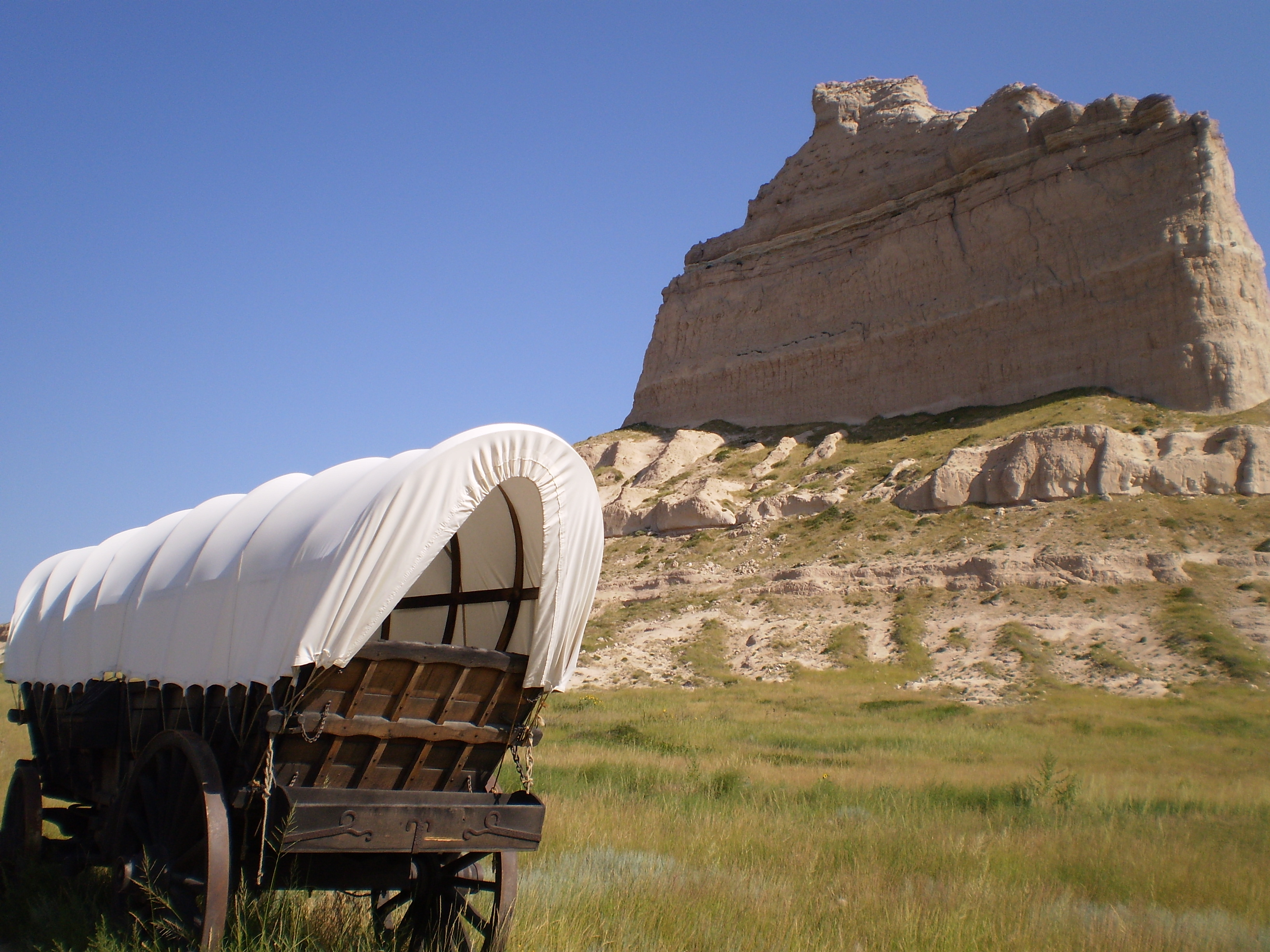
Scotts Bluff

De naam van de county verwijst, net als die van de stad Scottsbluff, naar Scotts Bluff National Monument, een rotsformatie die zelf weer vernoemd naar Hiram Scott, een bonthandelaar die in 1828 in deze omgeving overleed.